# 880
Cette page concerne l'année 880  du calendrier julien. Pour l'année 880 av. J.-C., voir 880 av. J.-C. Pour le nombre 880, voir 880 (nombre).
L'année 880 est une année bissextile qui commence un vendredi.

## Événements
- 8 novembre[1] : les Fujiwara obtiennent la charge de kampaku au Japon[2].
- 22 décembre : en Chine, Huang Chao se retourne vers le nord, prend et pille Luoyang puis Chang'an (15 janvier 881)[3].

- En Inde, début du règne de Krishna II (en), roi Rastrakuta de Malkhed  (fin en 914). Il doit reconnaître la suzeraineté des Châlukya et perd le royaume de Vengi (en).
- Début du règne du roi Pandya Viranarayana (fin en 900)[4].

- Le Turc Rachid al-Türki conduit les troupes musulmanes en Haute-Égypte[5].

### Europe
- 6 janvier[6] : Charles le Gros est couronné roi d'Italie à Milan.
- Janvier : bataille de Thiméon ; victoire du roi de Francie orientale Louis III sur les Vikings au nord de Charleroi[7].
- 2 février : attaque des Vikings sur l’Elbe. Le comte Bruno de Saxe est tué[8] près d'Ebstorf, en Basse-Saxe par les Danois, qui s’installent dans une île à l’embouchure du fleuve. Son frère Othon lui succède et remporte de grandes victoires sur les Scandinaves, les Slaves et les Hongrois. Il domine tout le pays.
- Février : traité de Ribemont[9]. L’Escaut devient la frontière entre les royaumes de France et de Germanie. La Lotharingie occidentale est cédée au roi de Germanie Louis III le Jeune.

- 8 juin : Méthode obtient l’approbation du pape Jean VIII à Rome[10] et de l’empereur (882). Le Pape publie la Bulle Industriae Tuae qui institue la province ecclésiastique de Grande-Moravie dont Méthode prend la tête en tant qu'archévêque. Il nomme également le clerc allemand Wiching évêque de Nitra et reconnait le vieux-slave comme langue liturgique au même titre que l'hébreu, le latin et le grec.
- Juillet : siège de Vienne par les princes carolingiens coalisés contre Boson de Provence qui s'est proclamé roi. Après avoir pris Mâcon, ils ne peuvent prendre Vienne qui ne tombe provisoirement qu'en 882[11].
- 1er août : victoire navale de la flotte byzantine, placée sous le commandement du navarque  Nasar, sur les Aghlabides à la bataille de Stelai en Italie du sud[12] ; l'expédition maritime byzantine, ponctuée par les victoires de Céphalonie et de Stelai, y rétablit l'autorité byzantine[13].

- 23 décembre : Lobbes et Saint-Vaast sont incendiées par les Vikings[14].
- 25 décembre : Arras est envahie par les Vikings[14].
- 28 décembre : les Normands s'emparent de Cambrai qu'ils mettent à sac[15].

- Début du règne de Guthred ou Guthfrith, fils de Hártknútr[16], second roi danois d’York (mort le 24 août 895)[17]. Il s’est fait baptisé en avant d’accéder au trône. Il rappelle dans sa métropole l’archevêque et crée un siège épiscopal en Bernicie. Il fait frapper des monnaies avec une devise chrétienne.
- Naples s’allie aux Sarrasins contre l’influence Byzantine[18].
- Fondation du monastère de Monserrat en Catalogne[19].